# 4 grudnia
4 grudnia jest 338. (w latach przestępnych 339.) dniem w kalendarzu gregoriańskim. Do końca roku pozostaje 27 dni.

## Święta
- Imieniny obchodzą: Barbara, Benon, Bernard, Bratomiła, Bratumiła, Chrystian, Ciechosław, Ciechosława, Cieszybor, Feliks, Filip, Hieronim, Jan, Klemens, Krystian, Marut, Maruta, Marutas, Melecjusz, Osmund i Teofan.
- Indie – Dzień Marynarki Wojennej
- Kościół prawosławny – Wprowadzenie Bogurodzicy do Świątyni (jedno z 12 głównych świąt)[1]
- Polska:
  - Święto Wojsk Rakietowych i Artylerii[2]
  - Barbórka – święto górników i geologów
- Tonga – Dzień Króla Jerzego Tupou V
- Wspomnienia i święta w Kościele katolickim[3][4]:
  - bł. Adolf Kolping (prezbiter)
  - św. Anno II z Kolonii (arcybiskup)
  - bł. Archanioł Canetoli (prezbiter)
  - św. Barbara z Nikomedii
  - św. Bernard z Parmy (biskup)
  - św. Jan Calabria (ksiądz)
  - św. Jan Damasceński (doktor Kościoła)
  - św. Marutas z Mezopotamii (biskup)
  - św. Osmund († 1099, biskup Salisbury)
  - św. Piotr Chryzolog biskup, wyznawca, doktor Kościoła NFRR
  - bł. Piotr ze Sieny (tercjarz)

## Wydarzenia w Polsce
- 1337 – Herman z Pragi został mianowany biskupem warmińskim.
- 1401 – Na zamku w Bieczu król Władysław II Jagiełło zaręczył się ze swoją przyszłą drugą żoną Anną Cylejską.
- 1515 – Pożar Biecza.
- 1520 – Na Sejmie w Bydgoszczy zatwierdzono wydany 7 stycznia tego roku przez króla Zygmunta Starego przywilej toruński, którego głównym postanowieniem było wprowadzenie przymusu pańszczyzny w wysokości jednego dnia w tygodniu, w miejsce 2–4 dni w roku.
- 1522 – Rada panów litewskich złożyła przysięgę dwuletniemu królewiczowi Zygmuntowi Augustowi jako następcy tronu wielkoksiążęcego.
- 1582 – W zdobytych Inflantach erygowano biskupstwo wendeńskie.
- 1605 – Król Zygmunt III Waza spotkał się na błoniach krakowskich z przybyłą z Wiednia swoją przyszłą drugą żoną, arcyksiężną austriacką Konstancją Habsburżanką. Przyszła para królewska uroczyście wjechała z orszakiem do Krakowa, gdzie 11 grudnia odbył się ślub.
- 1676 – Król Jan III Sobieski zwołał na 14 stycznia następnego roku Sejm nadzwyczajny.
- 1862 – Otwarto Kolej Warszawsko-Bydgoską.
- 1863 – Powstanie styczniowe: zwycięstwo powstańców w bitwie pod Sprową.
- 1905 – W Wilnie rozpoczął się Kongres Litewski (Wielki Sejm Wileński).
- 1926:
  - Roman Dmowski utworzył Obóz Wielkiej Polski.
  - Założono polską ligę piłkarską.
- 1927 – Rozpoczęło nadawanie Polskie Radio Katowice.
- 1930 – Upadł drugi rząd Józefa Piłsudskiego. Nowym premierem został mianowany Walery Sławek.
- 1933 – Dokonano oblotu samolotu RWD-9.
- 1939 – Dekretem Prezydium Rady Najwyższej ZSRR z części terytorium II Rzeczypospolitej zajętego przez Armię Czerwoną po kampanii wrześniowej utworzono obwód białostocki w granicach Białoruskiej SRR. Natomiast w granicach Ukraińskiej Socjalistycznej Republiki Radzieckiej powstały: obwód lwowski, obwód drohobycki, obwód iwanofrankiwski, obwód tarnopolski, obwód wołyński i obwód równieński.
- 1941 – Władze niemieckie wydały rozporządzenie o utworzeniu na terenach zaanektowanych do III Rzeszy sądów doraźnych dla Polaków i Żydów.
- 1942:
  - Powstała Rada Pomocy Żydom „Żegota”.
  - We wsiach Pantalowice i Hadle Szklarskie na Podkarpaciu okupanci niemieccy zamordowali dziewięciu Polaków pomagających Żydom.
- 1944 – Niemcy dokonali pacyfikacji wsi i masakry 15 mieszkańców Zawadki (powiat myślenicki).
- 1955 – Otwarto Planetarium Śląskie w Chorzowie.
- 1956 – Reaktywacja Związku Harcerstwa Polskiego.
- 1961 – Uruchomiono Elektrociepłownię „Siekierki”.
- 1962:
  - Rozpoczęto wydobycie w KWK „Jastrzębie” w Jastrzębiu-Zdroju.
  - We Wrocławiu rozpoczął się proces 6 sprawców napadu na bank w Wołowie.
- 1964 – Zainaugurował działalność Teatr Ziemi Rybnickiej.
- 1965 – Rozpoczęto wydobycie w KWK „Moszczenica” w Jastrzębiu-Zdroju.
- 1968 – Otwarto Stadion Zimowy w Tychach.
- 1969 – Rozpoczęto wydobycie w KWK „Zofiówka” w Jastrzębiu-Zdroju.
- 1970 – Premiera filmu Mały w reżyserii Juliana Dziedziny.
- 1971 – Rozpoczęto wydobycie w KWK „Borynia” w Jastrzębiu-Zdroju.
- 1991 – Zarządzeniem ministra łączności w miejsce państwowej jednostki organizacyjnej Polska Poczta, Telegraf i Telefon powołano dwa oddzielne podmioty gospodarcze: Państwowe Przedsiębiorstwo Użyteczności Publicznej Poczta Polska oraz Spółkę Akcyjną Skarbu Państwa Telekomunikacja Polska[5].
- 1994 – Na antenie Polsatu wyemitowano premierowe wydanie magazynu muzycznego Disco Relax.
- 1996 – Wystartowała polska wersja telewizyjnego kanału dokumentalnego Planete.
- 1998 – Premiera komedii wojennej Złoto dezerterów w reżyserii Janusza Majewskiego.
- 2003 – Śmigłowiec Mi-8 z premierem Leszkiem Millerem rozbił się pod Piasecznem, w wyniku czego rannych zostało 14 spośród 15 osób na pokładzie.
- 2006 – Ujawniono seksaferę w Samoobronie RP.
- 2019 – 8 osób zginęło w wyniku wybuchu gazu w trzykondygnacyjnym domu jednorodzinnym w Szczyrku.
- 2023 – Otwarto halę widowiskowo-sportową Arena Gorzów.

## Wydarzenia na świecie

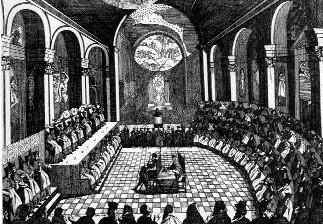
Obrady soboru trydenckiego (1545-1563)

- 771 – Po śmierci swego brata Karlomana samodzielne rządy w królestwie Franków objął Karol Wielki.
- 1110 – Krucjata norweska: krzyżowcy zdobyli Sydon.
- 1136 – Został zamordowany król Norwegii Harald IV Gille.
- 1154 – Kardynał Nicholas Breakspeare jako jedyny w historii Anglik został wybrany na papieża i przyjął imię Hadrian IV.
- 1214 – Aleksander II został królem Szkocji.
- 1248 – Rekonkwista: mauryjska twierdza Castillo de Santa Bárbara koło Alicante została zdobyta przez siły kastylijskie pod dowództwem przyszłego króla Alfonsa X Mądrego.
- 1259 – Król Francji Ludwik IX Święty i król Anglii Henryk III Plantagenet podpisali traktat paryski.
- 1270 – Henryk III Gruby został hrabią Szampanii i królem Nawarry (jako Henryk I).
- 1503 – Wit Stwosz został skazany za sfałszowanie weksla na wypalenie piętna na policzkach i dożywotni zakaz opuszczania Norymbergi.
- 1532 – W nocy z 3 na 4 grudnia spłonęła Święta Kaplica kolegiaty we francuskim Chambéry, w której był przechowywany Całun Turyński. Relikwia została uratowana w ostatniej chwili przez czterech mężczyzn, w tym dwóch franciszkanów.
- 1533 – Po śmierci ojca Wasyla III wielkim księciem moskiewskim został jego 3-letni syn Iwan IV Groźny, w imieniu którego regencję objęła matka Helena Glińska.
- 1534 – Wojska osmańskie pod wodzą sułtana Sulejmana Wspaniałego zdobyły wówczas perski Bagdad.
- 1563:
  - II wojna birmańsko-syjamska: wojska birmańskie pod wodzą króla Bayinnaunga zdobyły kluczowe miasto Kamphaeng Phet.
  - Zakończyły się obrady Soboru trydenckiego.
- 1578 – Zwycięstwo rodu Oda nad rodem Mōri w drugiej bitwie morskiej pod Kizugawaguchi (Japonia).
- 1587 – Na polecenie papieża Sykstusa V posąg cesarza na kolumnie Trajana w Rzymie zastąpiono posągiem św. Piotra.
- 1611 – Król Czech i Węgier oraz przyszły cesarz rzymski Maciej Habsburg poślubił w Wiedniu księżniczkę Annę Tyrolską.
- 1676 – Wojna skańska: zwycięstwo wojsk szwedzkich nad duńskimi w bitwie pod Lund.
- 1759 – Wojna siedmioletnia: zwycięstwo wojsk austriackich nad pruskimi w bitwie pod Miśnią.
- 1791 – Ukazało się pierwsze wydanie brytyjskiego tygodnika „The Observer”.
- 1793:
  - Powstanie w Wandei: francuskie wojska republikańskie zdobyły po oblężeniu Angers.
  - We Francji ukazało się pierwsze wydanie pierwszego na świecie dziennika urzędowego.
- 1798 – II koalicja antyfrancuska: zwycięstwo wojsk francusko-polskich nad neapolitańskimi w bitwie pod Civita Castellana.
- 1808 – Wojna na Półwyspie Iberyjskim: wojska francuskie zajęły Madryt; król Józef Bonaparte wydał dekret o zniesieniu hiszpańskiej inkwizycji.
- 1816 – W Neapolu odbyła się premiera opery Otello z muzyką Gioacchino Rossiniego i librettem Berio di Salsy.
- 1829 – Brytyjskie władze kolonialne w Indiach zakazały praktykowania rytuału sati, polegającego na paleniu wdowy na stosie pogrzebowym męża.
- 1832 – W Paryżu ukazały się Księgi narodu polskiego i pielgrzymstwa polskiego Adama Mickiewicza.
- 1836 – We francuskim Poitiers ogłoszono drugi manifest programowy Towarzystwa Demokratycznego Polskiego.
- 1837 – Rebelia w Górnej Kanadzie: rebelianci zdobyli oraz splądrowali arsenał w Toronto, a następnie urządzili defiladę ulicami miasta.
- 1840 – Z rozkazu króla Prus Fryderyka Wilhelma IV na wyposażenie armii został przyjęty odtylcowy, jednostrzałowy karabin Dreysego.
- 1843 – W Lipsku odbyła się premiera oratorium Raj i Peri Roberta Schumanna.
- 1844 – Rafael Carrera został prezydentem Gwatemali.
- 1845 – Jerzy Tupou I został pierwszym królem Tonga.
- 1852 – Otwarto Cmentarz św. Jana Chrzciciela w Rio de Janeiro.
- 1872:
  - József Szlávy został premierem Węgier.
  - Załoga brytyjskiego brygu „Dei Gratia” dostrzegła dryfujący amerykański statek „Mary Celeste”, jak się okazało bez załogi, która zaginęła bez śladu.
- 1881:
  - Ukazało się pierwsze wydanie dziennika „Los Angeles Times”.
  - Uruchomiono komunikację tramwajową we francuskim Saint-Étienne.
- 1884 – W Korei rozpoczął się inspirowany przez Japończyków trzydniowy pucz Gapsin, mający w zamierzeniu obalić rządzącą od 500 lat dynastię Jaseon.
- 1897 – Klęską Greków zakończyła się wojna grecko-turecka.
- 1899 – Francuski astronom Auguste Charlois odkrył planetoidę (451) Patientia.
- 1904 – Po raz pierwszy przyznano francuską nagrodę literacką Prix Femina.
- 1905 – Na ulice czeskiej Opawy wyjechały pierwsze tramwaje elektryczne.
- 1909:
  - W Londynie rozpoczęła się konferencja, mająca na celu sporządzenie katalogu zasad prawa międzynarodowego dotyczących działań wojennych na morzu.
  - Założono klub hokejowy Montreal Canadiens.
- 1910 – Muhammed Alim Chan został ostatnim emirem Buchary.
- 1912 – W Albanii powstał rząd Ismaila Qemala.
- 1915 – Papież Benedykt XV utworzył archidiecezję Winnipeg w Kanadzie.
- 1918 – Woodrow Wilson wyruszył na rozmowy pokojowe w Wersalu, zostając pierwszym urzędującym prezydentem USA, który odwiedził Europę.
- 1920 – Armia Czerwona zdobyła Erywań i tym samym upadła Demokratyczna Republika Armenii.
- 1926 – Aleksandros Zaimis został premierem Grecji.
- 1930 – Watykan wyraził zgodę na naturalną regulację poczęć.
- 1931 – Gen. Maximiliano Hernández Martínez został tymczasowym prezydentem Salwadoru w miejsce obalonego Arturo Araujo.
- 1933 – Rozpoczęła się Wystawa Berlińska.
- 1934 – W Japonii utworzono 5 parków narodowych.
- 1939 – Niemiecki U-Boot U-36 wraz z 40-osobową załogą został zatopiony na południowy zachód od norweskiego portu Kristiansand przez brytyjski okręt podwodny HMS „Salmon”.
- 1941 – W Moskwie zakończyły się dwudniowe rozmowy między Józefem Stalinem a gen. Władysławem Sikorskim.
- 1943:
  - Około 1800 osób zginęło w wyniku bombardowania Lipska przeprowadzonego przez RAF.
  - Rozpoczęła się II konferencja kairska z udziałem prezydenta USA Franklina Delano Roosevelta, premiera Wielkiej Brytanii Winstona Churchilla i prezydenta Turcji İsmeta İnönü.
  - Wojna na Pacyfiku: japoński lotniskowiec eskortowy „Chūyō” został storpedowany i zatopiony przez amerykański okręt podwodny USS „Sailfish”, w wyniku czego zginęło 1250 członków załogi i 20 z 21 amerykańskich jeńców z zatopionego 19 listopada okrętu podwodnego USS „Sculpin”.
- 1944:
  - Około 6500 osób zginęło w wyniku bombardowania Heilbronnu przeprowadzonego przez RAF.
  - W Atenach krwawo stłumiono dwudniowe masowe demonstracje lewicy.
- 1945 – Senat Stanów Zjednoczonych zatwierdził członkostwo kraju w ONZ.
- 1946 – W moskiewskich zakładach MZMA rozpoczęto seryjną produkcję samochodów marki Moskwicz.
- 1947:
  - 82 Żydów zginęło, a 76 zostało rannych w trzydniowym pogromie w Adenie (Jemen).
  - W Norymberdze zakończył się proces prawników z czasów III Rzeszy.
- 1948 – Założono Wolny Uniwersytet Berliński.
- 1950 – Samir ar-Rifa’i został po raz trzeci premierem Jordanii.
- 1952 – Dokonano oblotu amerykańskiego samolotu patrolowego Grumman S-2 Tracker.
- 1954 – W Miami otwarto pierwszą restaurację sieci Burger King.
- 1955 – Założono miasto Hawierzów na Śląsku Cieszyńskim.
- 1957 – W masywie Ich Bogdyn nuruu w południowej Mongolii wystąpiło trzęsienie ziemi o sile 8,1 stopni w skali Richtera. Wstrząs był odczuwalny na 5 mln km², a poważne zniszczenia odnotowano na terenie 300 tysięcy km².
- 1958:
  - Dahomej (późniejszy Benin) i Wybrzeże Kości Słoniowej otrzymały autonomię w ramach Wspólnoty Francuskiej.
  - Robert Timm i John Cook na samolocie Cessna 172 rozpoczęli z Las Vegas najdłuższy lot w historii lotnictwa z tankowaniem w powietrzu (wylądowali 7 lutego następnego roku).
- 1963 – Aldo Moro został po raz pierwszy premierem Włoch.
- 1964 – Ukazał się album Beatles for Sale grupy The Beatles.
- 1965 – W sudańskim Omdurmanie otwarto Stadion Al-Hilal.
- 1968 – Premiera filmu wojennego Tylko dla orłów w reżyserii Briana G. Huttona.
- 1969 – W strzelaninie z policją w stanowej siedzibie organizacji „Czarne Pantery” w Chicago zginęli jej działacze Fred Hampton i Mark Clark.
- 1971:
  - 15 osób zginęło, a 17 zostało rannych w wyniku eksplozji bomby podłożonej w pubie w Belfaście przez protestanckie Ochotnicze Siły Ulsteru.
  - Armia indyjska wkroczyła na teren Bengalu Wschodniego, przyczyniając się do późniejszego oderwania się Bangladeszu od Pakistanu.
- 1972 – W wojskowym zamachu stanu został obalony prezydent Hondurasu Ramón Ernesto Cruz, a jego miejsce zajął gen. Oswaldo López Arellano.
- 1974 – 191 osób zginęło na Sri Lance w katastrofie Douglasa DC-8 holenderskich linii Martinair, wiozącego indonezyjskich pielgrzymów do Mekki.
- 1976 – Jean-Bédel Bokassa proklamował Republikę Środkowoafrykańską monarchią i zmienił nazwę kraju na Cesarstwo Środkowoafrykańskie. Dokładnie rok później koronował się na cesarza i przyjął imię Bokassa I.
- 1977 – 100 osób zginęło w Malezji w katastrofie porwanego Boeinga 737 należącego do Malaysia Airlines.
- 1978 – La Habra Heights w Kalifornii uzyskało prawa miejskie.
- 1979 – Siły bezpieczeństwa przeprowadziły udany szturm na okupowany od 2 tygodni przez rebeliantów Święty Meczet w Mekce. W czasie trwania całego kryzysu zginęło 255 pielgrzymów, napastników i funkcjonariuszy, a 560 osób zostało rannych. 9 stycznia następnego roku w 8 saudyjskich miastach na 63 pojmanych rebeliantach wykonano publicznie wyroki śmierci.
- 1980:
  - Rozwiązała się brytyjska grupa Led Zeppelin, będąca jednym z pionierów hard rocka.
  - W katastrofie lotniczej pod Lizboną zginęli: premier Portugalii Francisco Sá Carneiro, minister obrony Adelino Amaro da Costa wraz z małżonkami, szef gabinetu premiera i dwóch pilotów.
  - W wyniku pożaru sali konferencyjnej na trzecim piętrze hotelu Stouffer’s Inn w mieście Harrison w stanie Nowy Jork zginęło 26 osób, a 24 odniosło obrażenia.
- 1981:
  - Premiera filmu Nad złotym stawem w reżyserii Marka Rydella.
  - RPA przyznała formalną niepodległość bantustanowi Ciskei.
  - W wyniku wybuchu paniki po awarii oświetlenia w minarecie Kutb Minar w Delhi zginęło 45 osób, a 24 zostały ranne.
- 1982:
  - Otwarto Muzeum Sztuki Współczesnej w Dunkierce.
  - Przyjęto nową konstytucję ChRL.
- 1984 – Kuwejcki samolot lecący z Dubaju do Karaczi został porwany przez związanych z Hezbollahem szyickich terrorystów i skierowany do Teheranu.
- 1985 – Zwodowano, jedyny obecnie, rosyjski lotniskowiec „Admirał Kuzniecow”.
- 1986: 
  - 14-letni Kristofer Hans zastrzelił swojego nauczyciela i ranił trzy inne osoby w szkole w Lewistown w stanie Montana.
  - 52-letni Campo Delgado zamordował w kolumbijskiej stolicy Bogocie łącznie 29 osób, po czym został zastrzelony przez policję.
- 1989:
  - Mudar Badran został po raz trzeci premierem Jordanii.
  - W Moskwie podczas spotkania przedstawicieli państw Układu Warszawskiego potępiono interwencję w Czechosłowacji w 1968 roku jako sprzeczną z prawem międzynarodowym.
- 1990 – Duński okręt podwodny KDM „Sælen” zatonął podczas holowania z Kopenhagi do Aarhus.
- 1991 – Amerykańskie linie lotnicze Pan Am ogłosiły bankructwo.
- 1999 – Reprezentantka Indii Yukta Mookhey zdobyła w Londynie tytuł Miss World.
- 2002 – W wyniku wybuchu bomby w barze sieci McDonald’s w Makasarze na indonezyjskiej wyspie Sulawesi zginęły 3 osoby, a 11 zostało rannych.
- 2005 – Nursułtan Nazarbajew wygrał po raz trzeci wybory prezydenckie w Kazachstanie.
- 2006 – W Bagdadzie 19-letni amerykański żołnierz Ross McGinnis, rzucił się na odpalony granat ratując w ten sposób życie czterem innym żołnierzom.
- 2009 – 39 osób zginęło w zamachu bombowym na meczet w pakistańskim mieście Rawalpindi.
- 2010:
  - Alassane Ouattara został prezydentem Wybrzeża Kości Słoniowej.
  - Z powodu strajku kontrolerów ruchu lotniczego w Hiszpanii wprowadzono stan wyjątkowy.
- 2011 – W Chorwacji, Rosji i Słowenii odbyły się wybory parlamentarne.
- 2012:
  - Hage Geingob został po raz drugi premierem Namibii.
  - Milo Đukanović został po raz czwarty premierem Czarnogóry.
- 2013 – Xavier Bettel został premierem Luksemburga.
- 2014 – 26 osób zginęło (14 policjantów, 11 napastników z Emiratu Kaukaskiego i cywil), a 36 policjantów zostało rannych w strzelaninie w Groznym, stolicy Czeczenii.
- 2015:
  - 30 osób zginęło, a 33 zostały ranne w pożarze platformy wiertniczej Gunaszli 10 na Morzu Kaspijskim, u wybrzeży Azerbejdżanu.
  - 30 osób zginęło, a 90 zostało rannych w trzech samobójczych zamachach bombowych na targowisku na jednej z wysp jeziora Czad, należącej do kraju o tej samej nazwie.
- 2016:
  - Shavkat Mirziyoyev wygrał w pierwszej turze wybory prezydenckie w Uzbekistanie.
  - W powtórzonej drugiej turze wyborów prezydenckich w Austrii niezależny kandydat Alexander Van der Bellen pokonał kandydata Wolnościowej Partii Austrii (FPÖ) Norberta Hofera.
  - W Santiago de Cuba odbył się pogrzeb Fidela Castro.
- 2018 – Z powodu odmowy ujawnienia analizy prawnej dotyczącej wynegocjowanej umowy o warunkach wystąpienia z Unii Europejskiej rząd Theresy May, jako pierwszy w historii Wielkiej Brytanii, stosunkiem głosów 311 do 293 został uznany przez Izbę Gmin winnym obrazy parlamentu.
- 2020:
  - Domowy obiekt SSC Napoli został przemianowany ze Stadio San Paolo na Stadio Diego Armando Maradona.
  - Zdravko Krivokapić został premierem Czarnogóry.

## Zdarzenia astronomiczne ieksploracja kosmosu
- 502 p.n.e. – W starożytnym Egipcie widoczne było całkowite zaćmienie Słońca.
- 1639 – Miał miejsce pierwszy przewidziany i obserwowany tranzyt Wenus.
- 1959 – Program Mercury: wystrzelono statek kosmiczny Mercury-Little Joe 2 z rezusem o imieniu Sam na pokładzie.
- 1965 – Rozpoczęła się załogowa misja kosmiczna Gemini 7.
- 1978 – Amerykańska sonda Pioneer Venus 1 weszła na orbitę Wenus.
- 1996 – NASA wystrzeliła sondę kosmiczną Mars Pathfinder.
- 1998 – Został wyniesiony na orbitę moduł Unity, pierwszy zbudowany przez Amerykanów komponent Międzynarodowej Stacji Kosmicznej (ISS).
- 2002 – Całkowite zaćmienie Słońca widoczne w południowej Afryce, na Oceanie Indyjskim i w Australii.

## Urodzili się
- 34 – Persjusz, rzymski satyryk, poeta (zm. 62)
- 1470 – Willibald Pirckheimer, niemiecki humanista (zm. 1530)
- 1512 – Jerónimo Zurita y Castro, hiszpański historyk, kronikarz (zm. 1580)
- 1555 – Heinrich Meibom, niemiecki historyk, poeta (zm. 1625)
- 1571 – Ferdynand Habsburg, książę Asturii (zm. 1578)
- 1575 – Virginia de Leyva, księżniczka Monzy, benedyktynka (zm. 1650)
- 1591 – Zygmunt Karol Radziwiłł, polski ziemianin, polityk, wojskowy (zm. 1642)
- 1595 – Jean Chapelain, francuski poeta (zm. 1674)
- 1617 – Evaristo Baschenis, włoski malarz (zm. 1677)
- 1636 – Mikołaj Popławski, polski duchowny katolicki, biskup inflancki (zm. 1711)
- 1660:
  - André Campra, francuski kompozytor, dyrygent (zm. 1744)
  - Pierre Seignette, francuski lekarz, aptekarz (zm. 1719)
- 1661 – Maturin Veyssière de la Croze, francuski uczony, bibliotekarz (zm. 1739)
- 1670 – John Aislabie, angielski polityk (zm. 1742)
- 1689 – Gotfryd Lengnich, gdański historyk, prawnik (zm. 1774)
- 1694 – Pietro Girolamo Guglielmi, włoski kardynał (zm. 1773)
- 1695 – Franciszek Serrano, hiszpański dominikanin, misjonarz, męczennik, święty (zm. 1748)
- 1708 – Giorgio Doria, włoski kardynał (zm. 1759)
- 1711 – Maria Barbara Portugalska, królowa Hiszpanii (zm. 1758)
- 1713 – Gaspare Gozzi, włoski pisarz, dziennikarz, myśliciel polityczny (zm. 1786)
- 1727 – Johann Gottfried Zinn, niemiecki lekarz, anatom, botanik (zm. 1759)
- 1735 – Josephus Nicolaus Laurenti, austriacki naturalista pochodzenia włoskiego (zm. 1805)
- 1755 – Francesco Caucig, włoski malarz (zm. 1828)
- 1767 – John Adams, brytyjski marynarz, buntownik (zm. 1829)
- 1785 – James Dundas, brytyjski admirał (zm. 1862)
- 1795 – Thomas Carlyle, szkocki pisarz społeczny, filozof (zm. 1881)
- 1798 – Jules Dufaure, francuski polityk, premier Francji (zm. 1881)
- 1800 – Carl Aarestrup, duński poeta, lekarz (zm. 1856)
- 1801:
  - Gabriel della Genga Sermattei, włoski duchowny katolicki, arcybiskup Ferrary, kardynał (zm. 1861)
  - Karl Ludwig Michelet, niemiecki historyk filozofii (zm. 1893)
- 1804 – Andrzej Edward Koźmian, polski literat, publicysta, działacz polityczny, kolekcjoner, bibliofil (zm. 1864)
- 1806 – Friedrich Burgmüller, niemiecki pianista, kompozytor (zm. 1874)
- 1808 – Maksymilian Wittelsbach, książę w Bawarii (zm. 1888)
- 1810 – Barbara Bronisława Czarnowska, polska podchorąży, uczestniczka powstania listopadowego (zm. 1891)
- 1811 – Robert Lowe, brytyjski polityk (zm. 1892)
- 1813 – František Antonín Nickerl, czeski lekarz, entomolog pochodzenia niemieckiego (zm. 1871)
- 1814 – Alojzy Gonzaga Jazon Żółkowski, polski aktor (zm. 1889)
- 1817 – Nikoloz Barataszwili, gruziński poeta (zm. 1845)
- 1821 – Ernst Tempel, niemiecki astronom (zm. 1889)
- 1828 – Adam Stanisław Sapieha, polski książę, polityk, działacz gospodarczy (zm. 1903)
- 1834:
  - Aleksander Bojarski, polski prawnik, wykładowca akademicki (zm. 1884)
  - Aleksander Władysław Strauss, polski malarz, dekorator teatralny, fotograf, działacz społeczny (zm. 1896)
- 1835 – Samuel Butler, brytyjski pisarz (zm. 1902)
- 1841:
  - Jan Adamski, polski duchowny katolicki, publicysta, działacz ludowy (zm. 1918)
  - Julius Ludwig August Koch, niemiecki psychiatra (zm. 1908)
  - Anna Elisa Tuschinski, gdańska nauczycielka, pionierka ruchu esperanckiego (zm. 1939)
- 1842 – Franz Xaver Wernz, niemiecki jezuita, generał zakonu (zm. 1914)
- 1843 – Elias Hoayek z Hilta, libański duchowny katolicki Kościoła maronickiego, patriarcha Antiochii (zm. 1931)
- 1849 – Szalony Koń, wódz Oglalów (zm. 1877)
- 1852 – Oriest Chwolson, rosyjski fizyk, wykładowca akademicki (zm. 1934)
- 1856:
  - Franciszek Aleksandrowicz, polski generał dywizji (zm. 1927)
  - Kazimierz Brownsford, polski polityk, poseł na Sejm RP (zm. 1925)
- 1860 – Lillian Russell, amerykańska aktorka (zm. 1922)
- 1861 – Hannes Hafstein, islandzki poeta, polityk, pierwszy premier Islandii (zm. 1922)
- 1864 – Maksymilian Flaum, polski lekarz, publicysta, tłumacz, przyrodnik (zm. 1933)
- 1865:
  - Edith Cavell, brytyjska pielęgniarka (zm. 1915)
  - Witold Horodyński, polski chirurg, tytularny generał brygady (zm. 1954)
- 1867 – Samuił Weissenberg, rosyjski lekarz, antropolog pochodzenia żydowskiego (zm. 1928)
- 1871 – Feliks Czarniecki, polski psychiatra (zm. 1959)
- 1874 – Edwin Sidney Broussard, amerykański polityk, senator (zm. 1934)
- 1875 – Rainer Maria Rilke, austriacki pisarz (zm. 1926)
- 1878 – Ołeksandr Ołeś, ukraiński poeta (zm. 1944)
- 1879:
  - Eligio Ayala, paragwajski polityk, prezydent Paragwaju (zm. 1930)
  - Birger Sörvik, szwedzki gimnastyk (zm. 1978)
  - Kārlis Zariņš, łotewski polityk, dyplomata (zm. 1963)
- 1880 – Pedro Segura, hiszpański duchowny katolicki, arcybiskup Sewilli, kardynał (zm. 1957)
- 1881:
  - Jean-Marc Bernard, francuski poeta, prozaik (zm. 1915)
  - Felice Nazzaro, włoski kierowca wyścigowy (zm. 1940)
  - Erwin von Witzleben, niemiecki feldmarszałek (zm. 1944)
  - Adam Żółtowski, polski filozof, polityk, powstaniec śląski (zm. 1958)
- 1882 – Zofia Dzierżyńska, polska działaczka komunistyczna, nauczycielka (zm. 1968)
- 1883 – Wiktor Polak, polski poeta, powstaniec śląski (zm. 1941)
- 1884 – Karol Piórecki, polski oficer, kawaler Orderu Virtuti Militari (zm. 1942)
- 1886:
  - Charles Lomberg, szwedzki lekkoatleta, wieloboista i skoczek w dal (zm. 1966)
  - Franciszek Mucha, polski major piechoty (zm. 1941)
  - Jan Thomée, holenderski piłkarz (zm. 1954)
- 1887:
  - Stefan Dolanowicz, polski kolejarz, polityk, poseł na Sejm RP (zm. 1957)
  - Alfred Messenger, brytyjski gimnastyk (zm. 1968)
  - Józef Adam Plebański, polski inżynier, radiotechnik (zm. 1967)
  - Erik Sökjer-Petersén, szwedzki myśliwy, strzelec sportowy (zm. 1967)
- 1888 – Edward Próchniak, polski działacz komunistyczny (zm. 1937)
- 1889:
  - Lloyd Bacon, amerykański aktor, reżyser filmowy (zm. 1955)
  - Jan Dębski, polski chemik, polityk, wicemarszałek Sejmu RP (zm. 1976)
- 1892 – Francisco Franco, hiszpański generał, polityk, dyktator Hiszpanii (zm. 1975)
- 1893:
  - Shamyl Bauman, szwedzki reżyser filmowy (zm. 1966)
  - Herbert Read, brytyjski teoretyk sztuki, poeta, eseista, krytyk literacki, anarchista (zm. 1968)
- 1894 – Song Ziwen, chiński przedsiębiorca, polityk, premier Republiki Chińskiej (zm. 1971)
- 1895 – Feng Youlan, chiński filozof, historyk filozofii (zm. 1990)
- 1896:
  - Frederick McCall, kanadyjski pilot wojskowy, as myśliwski (zm. 1949)
  - Stanisław Profic, polski major piechoty (zm. 1940)
  - (lub 3 grudnia) Jerzy Sosnowski, polski oficer wywiadu (zm. 1944 lub 45)
  - Nikołaj Tichonow, rosyjski pisarz (zm. 1979)
- 1897:
  - Myron Mathisson, polski fizyk-teoretyk pochodzenia żydowskiego (zm. 1940)
  - Robert Redfield, amerykański antropolog kulturowy, etnolingwista (zm. 1958)
- 1898 – Maly Delschaft, niemiecka aktorka (zm. 1995)
- 1899:
  - Barbara Brukalska, polska architekt (zm. 1980)
  - Elfriede Lohse-Wächtler, niemiecka malarka (zm. 1940)
- 1900:
  - Bohdan Kleczyński, polski podpułkownik dyplomowany pilot (zm. 1944)
  - Waldemar Levy Cardoso, brazylijski marszałek polny pochodzenia żydowskiego (zm. 2009)
- 1901:
  - Władysław Brochwicz, polski aktor (zm. 1958)
  - Nikołaj Simonow, rosyjski aktor (zm. 1973)
  - Aloyzas Valušis, litewski generał (zm. 1998)
- 1902:
  - Viktor Kalisch, austriacki kajakarz (zm. 1976)
  - Józef Powroźniak, polski pedagog i publicysta muzyczny (zm. 1989)
- 1903:
  - Antoni Bigus, polski polityk, poseł na Sejm PRL (zm. 1980)
  - Łazar Łagin, radziecki prozaik, poeta, satyryk, scenarzysta filmowy (zm. 1979)
  - Frank Merrill, amerykański generał major (zm. 1955)
  - Aleksandr Simonow, radziecki polityk (zm. 1967)
  - Walter Weiler, szwajcarski piłkarz (zm. 1945)
  - Cornell Woodrich, amerykański pisarz (zm. 1968)
- 1904 – Guido Calogero, włoski filozof, historyk filozofii (zm. 1986)
- 1905:
  - Iosif Chejfic, rosyjski reżyser filmowy (zm. 1995)
  - Emílio Garrastazu Médici, brazylijski polityk, prezydent Brazylii (zm. 1985)
  - Antonio Samorè, włoski kardynał, nuncjusz apostolski (zm. 1983)
- 1906 – Franciszek Księżarczyk, polski generał broni (zm. 1991)
- 1907:
  - Peter Bartrum, brytyjski genealog (zm. 2008)
  - Ksawery Pruszyński, polski reporter, pisarz, publicysta, dyplomata (zm. 1950)
- 1908:
  - Barbara Abramow-Newerly, polska aktorka, wokalistka, reżyserka teatralna (zm. 1973)
  - Alfred Day Hershey, amerykański biochemik, laureat Nagrody Nobla (zm. 1997)
  - Hermann Springer, szwajcarski piłkarz (zm. 1978)
- 1910:
  - Władysław Pożaryski, polski geolog (zm. 2008)
  - Ramaswamy Venkataraman, indyjski polityk, prezydent Indii (zm. 2009)
  - Thelma White, amerykańska aktorka (zm. 2005)
- 1911 – Andrzej Szalawski, polski aktor (zm. 1986)
- 1912 – Gregory Boyington, amerykański pilot wojskowy, as myśliwski (zm. 1988)
- 1913:
  - Robert Adler, amerykański fizyk, wynalazca (zm. 2007)
  - Seweryn Dalecki, polski aktor (zm. 2006)
  - Jan Haratyk, polski biegacz narciarski, biathlonista, trener (zm. 1990)
  - John Kitzmuller, amerykański aktor (zm. 1965)
  - Mark Robson, amerykański reżyser filmowy (zm. 1978)
- 1916:
  - Lew Jenkins, amerykański bokser (zm. 1981)
  - Jaromír Nechanský, czechosłowacki major, agent amerykański (zm. 1950)
  - Franz Seitelberger, austriacki neurolog, neuropatolog (zm. 2007)
  - Józef Stanek, polski duchowny katolicki, pallotyn, kapelan Zgrupowania „Kryska” AK, błogosławiony (zm. 1944)
- 1917 – Franciszek Gil, polski pisarz, reportażysta (zm. 1960)
- 1918:
  - John Dolibois, amerykański dyplomata (zm. 2014)
  - Robert Ettinger, amerykański wojskowy, filozof, działacz społeczny (zm. 2011)
  - Kaarle Ojanen, fiński szachista (zm. 2009)
  - Witold Wirpsza, polski pisarz (zm. 1985)
- 1919:
  - Inder Kumar Gujral, indyjski polityk, premier Indii (zm. 2012)
  - Stefan Nowaczek, polski żołnierz AK, NSZ i NZW (zm. 1946)
- 1920:
  - Wiesław Chrzanowski, polski porucznik NOW-AK, uczestnik powstania warszawskiego (zm. 2011)
  - Robert Blackford Duncan, amerykański polityk (zm. 2011)
- 1921 – Deanna Durbin, kanadyjska aktorka (zm. 2013)
- 1922:
  - Olga Bielska, polska aktorka (zm. 1996)
  - Gérard Philipe, francuski aktor (zm. 1959)
- 1923:
  - Srećko Nedeljković, serbski szachista, trener (zm. 2011)
  - Orlando Pingo de Ouro, brazylijski piłkarz (zm. 2004)
- 1924:
  - Zdzisław Kozień, polski aktor (zm. 1998)
  - Nikołaj Samarin, rosyjski piłkarz, trener (zm. 1998)
- 1925:
  - Albert Bandura, kanadyjski psycholog (zm. 2021)
  - Lino Lacedelli, włoski wspinacz (zm. 2009)
- 1926:
  - Jerzy Schmidt, polski architekt, urbanista (zm. 1991)
  - Shigeo Sugimoto, japoński piłkarz (zm. 2002)
  - Carl Zimmerer, niemiecki ekonomista, bankowiec, menedżer (zm. 2001)
- 1927:
  - Gae Aulenti, włoska architekt, dekoratorka wnętrz (zm. 2012)
  - William Labov, amerykański lingwista (zm. 2024)
  - Rafael Sánchez Ferlosio, hiszpański pisarz (zm. 2019)
- 1928 – Lajos Somodi (starszy), węgierski florecista (zm. 2012)
- 1929:
  - Marek Wieczorek, polski polityk, wicemarszałek Sejmu PRL (zm. 2005)
  - Kazimierz Wierzchowski, polski biofizyk, biolog molekularny
- 1930:
  - Leszek Bakuła, polski pisarz (zm. 1997)
  - Ronnie Corbett, brytyjski aktor, komik (zm. 2016)
  - Gilbert Guillaume, francuski prawnik, dyplomata
  - Jim Hall, amerykański gitarzysta jazzowy (zm. 2013)
  - Dimitrios Kulurianos, grecki ekonomista, polityk, minister finansów, eurodeputowany (zm. 2019)
  - Osmond Martin, belizeński duchowny katolicki, biskup Belize City-Belmopan (zm. 2017)
- 1931:
  - Galina Bałaszowa, rosyjska architekt, projektantka wnętrz statków kosmicznych
  - Ken Bates, brytyjski przedsiębiorca, działacz piłkarski
  - Alex Delvecchio, kanadyjski hokeista, trener, działacz hokejowy (zm. 2025)
  - Gerd Heidemann, niemiecki dziennikarz (zm. 2024)
  - Władimir Listow, radziecki polityk (zm. 2014)
- 1932:
  - Tadeusz Biliński, polski inżynier, nauczyciel akademicki, polityk, poseł na Sejm PRL i RP
  - Roh Tae-woo, południowokoreański generał, polityk, prezydent Korei Południowej (zm. 2021)
- 1933:
  - Horst Buchholz, niemiecki aktor (zm. 2003)
  - Jerzy Ochmański, polski historyk, lituanista, wykładowca akademicki (zm. 1996)
- 1934:
  - Victor French, amerykański aktor (zm. 1989)
  - Kazimierz Mieczysław Ujazdowski, polski adwokat, polityk, poseł na Sejm PRL (zm. 2016)
  - Yi Lijun, chińska pisarka, tłumaczka, badaczka literatury polskiej (zm. 2022)
- 1935:
  - Barbara Modelska, polska aktorka (zm. 2014)
  - Kazimierz Musielak, polski pedagog, polityk, poseł na Sejm RP
  - Paul H. O’Neill, amerykański ekonomista, polityk, sekretarz skarbu (zm. 2020)
- 1936:
  - Andrzej Karcz, polski chirurg, lekkoatleta, sprinter, skoczek w dal (zm. 2024)
  - Grace Napolitano, amerykańska polityk, kongreswoman
  - Barbara Sobotta, polska lekkoatletka, sprinterka (zm. 2000)
- 1937:
  - Max Baer Jr., amerykański aktor, reżyser, scenarzysta i producent filmowy i telewizyjny
  - Walentin Kupcow, radziecki i rosyjski polityk
  - William Lombardy, amerykański szachista (zm. 2017)
  - Sylwester Matczak, polski organista, dyrygent, pedagog (zm. 2023)
  - Donnelly Rhodes, kanadyjski aktor (zm. 2018)
- 1938:
  - Richard Meade, brytyjski jeździec sportowy (zm. 2015)
  - Kazimierz Myrlak, polski śpiewak operowy (tenor liryczny)
  - Jerzy Suchanek, polski siatkarz, trener (zm. 1993)
- 1939:
  - Étienne Mourrut, francuski samorządowiec, polityk (zm. 2014)
  - Henryk Piecuch, polski historyk, publicysta
- 1940:
  - Henri Belena, hiszpańsko-francuski kolarz szosowy (zm. 2020)
  - Gary Gilmore, amerykański morderca (zm. 1977)
  - Jan Karlsson, szwedzki piłkarz (zm. 2019)
  - Fumio Kyūma, japoński polityk
- 1942:
  - Fryderyka Elkana, polska piosenkarka
  - Gemma Jones, brytyjska aktorka
  - Marian Juśko, polski inżynier, polityk, poseł na Sejm RP (zm. 2018)
  - André Laignel, francuski prawnik, samorządowiec, polityk
- 1943:
  - Christine Beckers, belgijska zawodniczka startująca w wyścigach samochodowych
  - Pablo Ervin Schmitz Simon, amerykański duchowny katolicki, biskup Bluefields w Nikaragui
- 1944:
  - Herbert Huber, austriacki narciarz alpejski (zm. 1970)
  - Dennis Wilson, amerykański perkusista, członek zespołu The Beach Boys (zm. 1983)
- 1945:
  - Zdzisław Bociek, polski samorządowiec, prezydent Torunia
  - Piero Coccia, włoski duchowny katolicki, arcybiskup Pesaro
  - Marian Kosiński, polski piłkarz, trener (zm. 2021)
  - Sten Pålsson, szwedzki piłkarz
- 1946:
  - Daniel Carnevali, argentyński piłkarz, bramkarz
  - Geert Mak, holenderski pisarz, dziennikarz, historyk, prawnik
- 1947:
  - Bernard Błaszczyk, polski prawnik, urzędnik państwowy i konsularny
  - Ursula Krechel, niemiecka pisarka
  - Ewa Milewicz, polska prawniczka, dziennikarka, publicystka
  - Lillian Watson, brytyjska śpiewaczka operowa (sopran)
- 1948:
  - Daniel Conlon, amerykański duchowny katolicki, biskup Joliet
  - Ryszard Kołodziej, polski polityk, poseł na Sejm RP (zm. 2011)
  - Józef Kowalczyk, polski polityk, poseł na Sejm RP (zm. 2000)
  - Roman Kumłyk, huculski muzyk ludowy (zm. 2014)
- 1949:
  - Jeff Bridges, amerykański aktor, producent filmowy, piosenkarz, muzyk
  - Zbigniew Eysmont, polski artysta plastyk, restaurator, polityk, poseł na Sejm RP (zm. 2025)
  - Pierre Lequiller, francuski ekonomista, samorządowiec, polityk
  - Reginald Moreels, belgijski lekarz, działacz społeczny, polityk
  - Pamela Stephenson, nowozelandzka aktorka, psycholog kliniczny, pisarka
- 1950:
  - Franco Agnesi, włoski duchowny katolicki, biskup pomocniczy Mediolanu
  - Jolanta Bebel, polska florecistka, trenerka
  - Steven Jesse Bernstein, amerykański poeta (zm. 1991)
  - Zbigniew Kundzewicz, polski hydrolog, klimatolog
  - Zsuzsa Rakovszky, węgierska poetka, pisarka, tłumaczka
  - Trijnie Rep, holenderska łyżwiarka szybka
  - Vidmantas Žiemelis, litewski prawnik, polityk
- 1951:
  - Adam Brincken, polski malarz, rysownik, pedagog
  - Reinhard Eiben, niemiecki kajakarz górski, kanadyjkarz
  - Mick Garris, amerykański reżyser, scenarzysta i producent filmowy
  - Sergiusz (Hensycki), ukraiński biskup prawosławny
  - Siemion Koczer, rosyjski lekkoatleta, sprinter
  - Régis Loisel, francuski twórca komiksów
  - Bárbaro Morgan, kubański zapaśnik (zm. 2018)
  - Gary Rossington, amerykański gitarzysta, członek zespołu Lynyrd Skynyrd (zm. 2023)
  - Patricia Wettig, amerykańska aktorka
- 1952:
  - Zbigniew Bauer, polski krytyk literacki
  - Awi Dichter, izraelski polityk
  - Adam Hamrol, polski inżynier, wykładowca akademicki
  - Barbara Łatko, polska lekkoatletka, oszczepniczka
  - Zygmunt Olbryt, polski polityk, poseł na Sejm PRL
  - Heinz Strobl, austriacki muzyk new age
  - Georgi Todorow, bułgarski sztangista
- 1953:
  - Jean-Pierre Darroussin, francuski aktor
  - Siergiej Jastrżembski, rosyjski polityk
  - Jean-Marie Pfaff, belgijski piłkarz, bramkarz
  - Maryam Rajavi, irańska polityk opozycyjna
  - János Solti, węgierski perkusista, członek zespołu Locomotiv GT
  - Csaba Ternyák, węgierski duchowny katolicki, arcybiskup metropolita egerski
  - Jan Wątroba, polski duchowny katolicki, biskup pomocniczy częstochowski, biskup rzeszowski
- 1954:
  - Jerzy Górski, polski triathlonista
  - Hryhorij Hładij, ukraiński aktor, reżyser teatralny
  - Tony Todd, amerykański aktor (zm. 2024)
- 1955:
  - Philip Hammond, brytyjski polityk
  - Leszek Kułakowski, polski pianista jazzowy, kompozytor, pedagog
  - José Padilla, hiszpański didżej, producent muzyczny (zm. 2020)
  - Cassandra Wilson, amerykańska wokalistka jazzowa
- 1956:
  - Bernard King, amerykański koszykarz
  - Cathérine Pellen, francuska łuczniczka
  - Miklós Varga, węgierski muzyk rockowy, aktor
- 1957:
  - Indulis Bērziņš, łotewski polityk, dyplomata
  - Piotr Dąbrowski, polski aktor, reżyser teatralny
  - Nikołaj Kolada, rosyjski dramaturg
  - Andrzej Krzysztofiak, polski samorządowiec, burmistrz Kwidzyna
  - Eric Raymond, amerykański haker, libertarianin
  - Donato Toma, włoski polityk, samorządowiec, prezydent regionu Molise
- 1958:
  - Janusz Basałaj, polski dziennikarz sportowy, działacz piłkarski
  - Goran Dizdar, chorwacki szachista, trener
  - Samuel Doria Medina, boliwijski przedsiębiorca, polityk
  - Tim Hutchings, brytyjski lekkoatleta, długodystansowiec
  - Peter Kaiser, austriacki polityk, samorządowiec, starosta krajowy Karyntii
  - Renata Kokowska, polska lekkoatletka, maratonka
  - Adam Marczukiewicz, polski malarz, grafik
- 1959:
  - Paul McGrath, irlandzki piłkarz
  - Marcel Pavel, rumuński piosenkarz
  - Christa Rothenburger, niemiecka łyżwiarka szybka, kolarka torowa
- 1960:
  - Barbara Gruszka-Zych, polska poetka, dziennikarka, reporterka, krytyk literacki
  - Glynis Nunn, australijska lekkoatletka, wieloboistka
- 1961:
  - Piotr Bałtroczyk, polski dziennikarz, piosenkarz, poeta, satyryk, konferansjer
  - Jarosław Gowin, polski publicysta, polityk, poseł na Sejm RP, minister sprawiedliwości oraz nauki i szkolnictwa wyższego, wicepremier
  - Florent Ibengé, kongijski trener piłkarski
  - Barbara Skowrońska, polska siatkarka
  - Ewa Uryga, polska piosenkarka
- 1962:
  - Anna Frithioff, szwedzka biegaczka narciarska
  - Nixon Kiprotich, kenijski lekkoatleta, średniodystansowiec
  - Aleksandr Litwinienko, rosyjski podpułkownik KGB/FSB, emigrant (zm. 2006)
  - Eduardo de la Torre, meksykański piłkarz, trener
- 1963:
  - Kayla Blake, amerykańska aktorka
  - Serhij Bubka, ukraiński lekkoatleta, tyczkarz, polityk, działacz sportowy
  - Harri Eloranta, fiński biathlonista
  - Javed Jaffrey, indyjski aktor
  - Jurij Kaszkarow, rosyjski biathlonista
  - Jarosław Kret, polski dziennikarz, prezenter telewizyjny, fotoreporter
  - Jozef Sabovčík, słowacki łyżwiarz figurowy
- 1964:
  - Grzegorz (Charkiewicz), polski duchowny prawosławny, arcybiskup bielski
  - Jonathan Goldstein, amerykański aktor
  - Gianpaolo Grisandi, włoski kolarz torowy (zm. 2025)
  - Rob Harmeling, holenderski kolarz szosowy
  - Uwe Kröger, niemiecki aktor, wokalista, tancerz
  - Chelsea Noble, amerykańska aktorka
  - Marisa Tomei, amerykańska aktorka
  - Asłaudin Abajew, radziecki zapaśnik
- 1965:
  - Álex de la Iglesia, hiszpański reżyser i scenarzysta filmowy
  - Ulf Kirsten, niemiecki piłkarz
  - Paweł Łoziński, polski reżyser filmów dokumentalnych
- 1966:
  - Jerome Lane, amerykański koszykarz
  - Władimir Alekno, rosyjski siatkarz, trener
  - Fred Armisen, amerykański aktor, komik
  - Tomas Eneroth, szwedzki samorządowiec, polityk
  - Lee Kyung-young, południowokoreański bokser
  - Masta Ace, amerykański raper
- 1967:
  - Adamski, brytyjski muzyk house
  - Guillermo Amor, hiszpański piłkarz
  - Flavian Kassala, tanzański duchowny katolicki, biskup Geity
- 1968:
  - Michael Barrowman, amerykański pływak
  - Britta Bilač, słoweńsko-niemiecka lekkoatletka, skoczkini wzwyż
  - Armin Kremer, niemiecki kierowca rajdowy
  - Jin’ya Nishikata, japoński skoczek narciarski
  - Candy Palmater, kanadyjska komiczka, aktorka (zm. 2021)
- 1969:
  - Harutiun Abrahamian, ormiański piłkarz, bramkarz
  - Jay-Z, amerykański raper, przedsiębiorca
  - Agnieszka Kozłowska-Rajewicz, polska biolog, polityk, działaczka samorządowa, poseł na Sejm RP, eurodeputowana
  - Plum Sykes, brytyjska pisarka, dziennikarka
  - Gregor Virant, słoweński polityk
- 1970:
  - Andrzej Bycka, polski kolarz przełajowy, trener, samorządowiec
  - Kevin Sussman, amerykański aktor
  - Sylvester Terkay, amerykański zawodnik sportów walki, aktor
  - Jørn Inge Tunsberg, norweski muzyk, kompozytor, członek zespołów: Hades Almighty, Immortal, Old Funeral, Amputation i Dominanz
- 1971:
  - Shannon Briggs, amerykański bokser
  - Sara Gideon, amerykańska polityk
  - Anna Makino, japońska piosenkarka
  - Grzegorz Piwowarski, polski kolarz szosowy
  - Gábor Wéber, węgierski kierowca wyścigowy
- 1972:
  - Sylwia Cieślik, polska lekkoatletka, skoczkini w dal i trójskoczkini
  - Howard Eisley, amerykański koszykarz, trener
  - Sebastian Karpiniuk, polski prawnik, polityk, poseł na Sejm RP (zm. 2010)
  - Mykoła Łapa, ukraiński piłkarz, trener
  - Robert Żołędziewski, polski aktor
- 1973:
  - Tyra Banks, amerykańska modelka, aktorka, piosenkarka, osobowość telewizyjna
  - Mina Caputo, amerykańska piosenkarka
  - Ferry Corsten, holenderski didżej, producent muzyczny
  - Kate Rusby, brytyjska piosenkarka folkowa
  - Corliss Williamson, amerykański koszykarz
- 1974:
  - Manuela Henkel, niemiecka biegaczka narciarska
  - Anke Huber, niemiecka tenisistka
  - Yūko Miyamura, japońska seiyū, aktorka, piosenkarka
  - Reynaldo Parks, kostarykański piłkarz
  - Barbara Sadurska, polska prawniczka, pisarka, scenarzystka
  - Txema, andorski piłkarz
- 1975:
  - Driss El-Asmar, marokański piłkarz, bramkarz
  - Igor Hinić, chorwacki piłkarz wodny
  - Anders Johansson, szwedzki strongman, trójboista siłowy
  - Csaba Molnár, węgierski polityk
- 1976:
  - Kristina Groves, kanadyjska łyżwiarka szybka
  - Betty Lennox, amerykańska koszykarka
  - Luis Loureiro, portugalski piłkarz
  - Mbo Mpenza, belgijski piłkarz pochodzenia kongijskiego
- 1977:
  - Sebastián Martínez, austriacki piłkarz pochodzenia urugwajskiego
  - Danieł Mitow, bułgarski politolog, polityk
  - Darvis Patton, amerykański lekkoatleta, sprinter
  - Wjaczesław Senczenko, ukraiński bokser
  - Lubow Szaszkowa, rosyjska siatkarka
- 1978:
  - Miri Ben-Ari, izraelska skrzypaczka
  - Lars Bystøl, norweski skoczek narciarski
  - Philippe De Backer, belgijski biotechnolog, polityk
  - Bogolep (Honczarenko), ukraiński biskup prawosławny
  - Eagle Kyowa, tajski bokser
  - Chris Terheș, rumuński duchowny greckokatolicki, polityk
- 1979:
  - Ołeh Błahoj, ukraiński hokeista
  - Jay DeMerit, amerykański piłkarz
  - Michael Gray, brytyjski didżej, producent muzyczny
  - Andrej Komac, słoweński piłkarz
  - Adrian Zandberg, polski historyk, doktor nauk humanistycznych, nauczyciel akademicki, przedsiębiorca, polityk, poseł na Sejm RP
- 1980:
  - Brian Cook, amerykański koszykarz
  - Piotr Kołodziejczyk, polski samorządowiec, wicewojewoda śląski, starosta myszkowski
  - Sergio Mora, amerykański bokser pochodzenia meksykańskiego
  - Tuğba Palazoğlu, turecka koszykarka
- 1981:
  - Anastasija Azarka, białoruska działaczka opozycyjna
  - Matilda Boson, szwedzka piłkarka ręczna
  - Ezequiel Castaño, argentyński aktor
  - Courtney Cummz, amerykańska aktorka pornograficzna
  - Kajman, polski raper
  - Aleksandre Koszkadze, gruziński piłkarz
  - Li Zhuo, chińska sztangistka
  - Przemysław Staniszewski, polski prawnik, samorządowiec, prezydent Zgierza
  - Brian Vandborg, holenderski kolarz szosowy
- 1982:
  - Nathan Douglas, brytyjski lekkoatleta, trójskoczek
  - Mamadou Tall, burkiński piłkarz
  - Nick Vujicic, australijski kaznodzieja, mówca motywacyjny pochodzenia serbskiego
- 1983:
  - Andrea Rolla, włoski pływak
  - Pablo Shorey, kubański zapaśnik
  - Abdułchakim Szapijew, kazachski zapaśnik
- 1984:
  - Brooke Adams, amerykańska modelka, wrestlerka
  - Lindsay Felton, amerykańska aktorka
  - Fernando Marqués, hiszpański piłkarz
  - Ken’ichi Yumoto, japoński zapaśnik
  - Shin’ichi Yumoto, japoński zapaśnik
- 1985:
  - Carlos Gómez, dominikański baseballista
  - Javier Lara, hiszpański piłkarz
  - Ahmet Peker, turecki zapaśnik
  - Krista Siegfrids, fińska piosenkarka, kompozytorka, autorka tekstów
  - Sarah Waterfield, kanadyjska wioślarka
- 1986:
  - Nevin Galmarini, szwajcarski snowboardzista
  - Władysław Łupaszko, ukraiński piłkarz
  - Martell Webster, amerykański koszykarz
- 1987:
  - Orlando Brown, amerykański aktor, piosenkarz, raper
  - David Cotterill, walijski piłkarz
  - Karol Michałek, polski koszykarz
  - Yendrick Ruiz, kostarykański piłkarz
  - Joanna Taczewska, polska brydżystka
- 1988:
  - Miki Kanie, japońska łuczniczka
  - Dienis Kuzin, kazachski łyżwiarz szybki
  - Andrij Pylawski, ukraiński piłkarz
- 1989:
  - Buxton Popoali’i, nowozelandzki rugbysta
  - Anastasiya Qurbanova, azerska siatkarka
- 1990:
  - Pool Ambrocio, peruwiański zapaśnik
  - Michał Drej, polski piłkarz ręczny
  - Dimitris Filipow, grecki siatkarz pochodzenia ukraińskiego
  - Lukman Haruna, nigeryjski piłkarz
  - Sabina Miclea-Grigoruță, rumuńska siatkarka
- 1991:
  - Piotr Adamski, polski siatkarz
  - Bethany Buell, amerykańska lekkoatletka, tyczkarka
  - Duje Dukan, chorwacki koszykarz
  - Max Holloway, amerykański zawodnik MMA
  - André Roberson, amerykański koszykarz
- 1992:
  - Daniel Allerstorfer, austriacki judoka
  - Amanda Hendey, amerykańska zapaśniczka
  - Jin, południowokoreański wokalista, członek boysbandu BTS
  - Līna Mūze, łotewska lekkoatletka, oszczepniczka
- 1993:
  - Edvarts Buivids, łotewski siatkarz
  - Gabriele Nelli, włoski siatkarz
  - Reruhi Shimizu, japoński skoczek narciarski, kombinator norweski
- 1994:
  - Gabriel Lundberg, duński koszykarz pochodzenia nigeryjskiego
  - Franco Morbidelli, włoski motocyklista wyścigowy
  - Leandro Trossard, belgijski piłkarz
  - Gregory Wüthrich, szwajcarski piłkarz pochodzenia ghańskiego
- 1995:
  - Uche Agbo, nigeryjski piłkarz
  - Dina Asher-Smith, brytyjska lekkoatletka, sprinterka
  - Kemajou Dibami, kameruński piłkarz
- 1996:
  - Diogo Jota, portugalski piłkarz (zm. 2025)
  - Mariola Karaś, polska lekkoatletka, sprinterka
  - Sebastián Vegas, chilijski piłkarz
- 1997:
  - Rushelle Burton, jamajska lekkoatletka, płotkarka
  - Martina Capurro Taborda, argentyńska tenisistka
  - Maxime Lopez, francuski piłkarz pochodzenia hiszpańsko-algierskiego
  - Salahdine Parnasse, francuski zawodnik MMA
- 1998:
  - Chaundee Brown, amerykański koszykarz
  - Si Yajie, chińska skoczkini do wody
- 1999:
  - Thymen Arensman, holenderski kolarz szosowy
  - Tahith Chong, holenderski piłkarz pochodzenia chińskiego
  - Sandro Kulenović, chorwacki piłkarz
  - Just Kwaou-Mathey, francuski lekkoatleta, sprinter
  - Fynnian McCarthy, kanadyjski siatkarz
  - Mauro Schmid, szwajcarski kolarz szosowy, torowy i przełajowy
- 2000:
  - Zeki Amdouni, szwajcarski piłkarz pochodzenia turecko-tunezyjskiego
  - Szerwoni Mabatszojew, tadżycki piłkarz
  - Maksymilian Sitek, polski piłkarz
- 2001:
  - Jan Bombek, słoweński skoczek narciarski
  - Nicolò Rovella, włoski piłkarz
- 2002:
  - Jan Biegański, polski piłkarz
  - John Butler, amerykański koszykarz
  - Ahmed Hafnaoui, tunezyjski pływak
- 2003:
  - Sebastián Boselli, urugwajski piłkarz pochodzenia włosko-niemieckiego
  - Ousmane Diomande, iworyjski piłkarz
- 2005:
  - Petra Marčinko, chorwacka tenisistka
  - Jakub Szumert, polski koszykarz

## Zmarli
- 771 – Karloman, król Franków (ur. ok. 751)
- 811 – Karol Młodszy, król Franków (jako koregent ojca Karola Wielkiego) (ur. ?)
- 880 – Seiwa, cesarz Japonii (ur. 850)
- 1075 – Anno II z Kolonii, niemiecki duchowny katolicki, arcybiskup Kolonii, święty (ur. ?)
- 1131 – Omar Chajjam, perski poeta, astronom, filozof, lekarz, matematyk (ur. 1048)
- 1133 – Bernard z Parmy, włoski benedyktyn, święty (ur. ok. 1060)
- 1136 – Harald IV Gille, król Norwegii (ur. ok. 1094)
- 1137 – Lotar III, książę Saksonii, cesarz rzymsko-niemiecki (ur. 1075)
- 1214 – Wilhelm I Lew, król Szkocji (ur. 1142/43)
- 1245 – Christian z Oliwy, polski duchowny katolicki, cysters, misjonarz, biskup Prus (ur. 1180)
- 1270 – Tybald V, król Nawarry (ur. 1238)
- 1289 – Piotr ze Sieny, włoski tercjarz franciszkański, mistyk, błogosławiony (ur. ?)
- 1334 – Jan XXII, papież (ur. ok. 1245)
- 1341 – Janisław, polski duchowny katolicki, arcybiskup gnieźnieński (ur. ?)
- 1393 – Fryderyk Wittelsbach, książę Bawarii-Landshut (ur. 1339)
- 1404 – Cristoforo Maroni, włoski duchowny katolicki, biskup Iserni, kardynał (ur. ?)
- 1459 – Adolf VIII, hrabia Holsztynu i książę Szlezwiku (jako Adolf I) (ur. 1401)
- 1511 – Jan III Rode, niemiecki duchowny katolicki, arcybiskup Bremy (ur. ok. 1445)
- 1517 – (między 9 lutego a 4 grudnia) Iwan Semenowicz Sapieha, wojewoda podlaski i witebski (ur. ok. 1450)
- 1533 – Wasyl III, wielki książę moskiewski (ur. 1479)
- 1559 – Girolamo Dandini, włoski duchowny katolicki, biskup Imoli, sekretarz stanu Stolicy Apostolskiej, kardynał (ur. 1509)
- 1560 – Jean de Bertrand, sabaudzki duchowny katolicki, biskup Saint-Bertrand-de-Comminges, administrator apostolski Sens, nuncjusz apostolski, wicekról Sabaudii, kardynał (ur. 1482)
- 1566 – Jerzy Brunszwicki, książę, duchowny katolicki, biskup Minden, Verden, arcybiskup Bremy (ur. 1494)
- 1567 – Mateusz von Logau starszy, kanclerz nyskiego księstwa biskupiego, pan na Niemodlinie (ur. ?)
- 1574 – Jerzy Joachim Retyk, niemiecki astronom, matematyk, lekarz, kartograf, wykładowca akademicki  (ur. 1514)
- 1609 – Alexander Hume, szkocki poeta (ur. ok. 1560)
- 1610 – Zofia Hohenzollern, księżniczka pruska, księżna Kurlandii i Semigalii (ur. 1582)
- 1613 – Marcin Dobroszowski, polski szlachcic, polityk (ur. ?)
- 1623:
  - Hieronim de Angelis, włoski jezuita, misjonarz, męczennik, błogosławiony (ur. 1568)
  - Franciszek Gálvez, hiszpański franciszkanin, misjonarz, męczennik, błogosławiony (ur. 1575)
  - Szymon Yempo, japoński nowicjusz z zakonu jezuitów, męczennik, błogosławiony (ur. 1580)
- 1642 – Armand Jean Richelieu, francuski książę, kardynał, pierwszy minister króla Francji (ur. 1585)
- 1644 – Otto von der Groeben, pruski polityk (ur. 1567)
- 1669 – Jan Gibboni, polski przedsiębiorca, metalurg pochodzenia włoskiego (ur. ?)
- 1676 – Johann Georg Ebeling, niemiecki kompozytor (ur. 1637)
- 1679 – Thomas Hobbes, angielski filozof (ur. 1588)
- 1680 – Thomas Bartholin, duński anatom, matematyk, teolog (ur. 1616)
- 1696 – Meishō, cesarzowa Japonii (ur. 1624)
- 1727 – Zofia Wilhelmina, księżniczka Saksonii-Coburg-Saalfeld, księżna Schwarzburg-Rudolstadt (ur. 1693)
- 1732 – John Gay, angielski poeta, dramaturg (ur. 1685)
- 1749 – Claudine Guérin de Tencin, francuska pisarka, kurtyzana (ur. 1682)
- 1754 – Józef Stanisław Sapieha, polski duchowny katolicki, biskup wileński (ur. 1708)
- 1770 – John Perceval, brytyjski arystokrata, polityk (ur. 1711)
- 1780 – Pietro Colonna Pamphili, włoski kardynał (ur. 1725)
- 1793 – Marcantonio Colonna, włoski kardynał (ur. 1724)
- 1797 – Francesco Gennari, włoski anatom (ur. 1752)
- 1798 – Luigi Galvani, włoski tercjarz franciszkański, lekarz, fizjolog, fizyk (ur. 1737)
- 1803 – Dawid Zygmunt Pilchowski, polski duchowny katolicki, jezuita, biskup pomocniczy wileński, tłumacz, poeta (ur. 1735)
- 1808 – Carl Ludwig Fernow, niemiecki teoretyk sztuki, romanista, bibliotekarz (ur. 1763)
- 1812 –  Wojciech Gutowski, polski malarz (ur. 1753)
- 1828 – Robert Jenkinson, brytyjski arystokrata, polityk, premier Wielkiej Brytanii (ur. 1770)
- 1832 – Friedrich Wilhelm Constantin Knobelsdorff, pruski dyplomata (ur. 1792)
- 1841 – Stefan (Romanowski), rosyjski biskup prawosławny (ur. 1777)
- 1844 – Aleksandr Golicyn, rosyjski polityk (ur. 1773)
- 1845:
  - Antoni Jan Ostrowski, polski szlachcic, generał (ur. 1782)
  - Jan Ignacy Radoliński, polski polityk (ur. 1769)
- 1848 – Joseph Mohr, austriacki duchowny katolicki, autor słów kolędy Cicha noc (ur. 1792)
- 1850 – William Sturgeon, brytyjski inżynier elektryk, wynalazca (ur. 1783)
- 1860 – Wilhelm Christian Benecke von Gröditzberg, niemiecki handlowiec, bankier (ur. 1779)
- 1863 – Aleksander Edelstein, polski rotmistrz, uczestnik powstania styczniowego (ur. 1840)
- 1865 – Adolf Kolping, niemiecki duchowny katolicki, błogosławiony (ur. 1813)
- 1867 – Engelbertus Sterckx, belgijski duchowny katolicki, arcybiskup Mechelen, kardynał (ur. 1792)
- 1875 – Charles La Trobe, brytyjski podróżnik, administrator kolonialny (ur. 1801)
- 1891 – Frederick Whitaker, nowozelandzki prawnik, polityk, premier Nowej Zelandii (ur. 1812)
- 1893:
  - Heinrich Göbel, niemiecki optyk, wynalazca (ur. 1818)
  - John Tyndall, irlandzki filozof przyrody, fizyk, wspinacz (ur. 1820)
  - Marie Wiegmann, niemiecka malarka, portrecistka (ur. 1920)
- 1895 – Emilian Deryng, polski aktor, prozaik, dramaturg, pedagog (ur. 1819)
- 1896 – Rozalia Saulson, polska pisarka pochodzenia żydowskiego (ur. 1807)
- 1898 – Barnes Compton, amerykański polityk (ur. 1830)
- 1900 – Wilhelm Leibl, niemiecki malarz, portrecista (ur. 1844)
- 1901 – Melchior Bandorf, niemiecki psychiatra (ur. 1845)
- 1902:
  - Charles Dow, amerykański dziennikarz, publicysta, przedsiębiorca (ur. 1851)
  - Carl Nicoladoni, austriacki chirurg, wykładowca akademicki (ur. 1847)
- 1904 – Maurycy Orgelbrand, polski księgarz, wydawca pochodzenia żydowskiego (ur. 1826)
- 1905 – Hans Schmaus, niemiecki patolog, wykładowca akademicki (ur. 1862)
- 1907:
  - Henry Osborne Havemeyer, amerykański przemysłowiec, kolekcjoner dzieł sztuki (ur. 1847)
  - Łucjan Kościelecki, polski aktor, reżyser, dyrektor teatrów, organizator ruchu teatralnego, dziennikarz, literat (ur. 1850)
  - Luis Sáenz Peña, argentyński prawnik, polityk, prezydent Argentyny (ur. 1822)
- 1908 – Józef John, polski duchowny katolicki, uczestnik powstania styczniowego, zesłaniec (ur. 1823)
- 1909:
  - Józef Borkowski, polski kolarz szosowy, zapaśnik, sztangista (ur. 1878)
  - Alessandro Fortis, włoski polityk, premier Włoch (ur. 1842)
  - Maria Orleańska, francuska i duńska księżniczka (ur. 1865)
- 1911 – Adolf Walewski, polski dramaturg, aktor, reżyser teatralny (ur. 1852)
- 1912 – Konstantyn (Malinkow), bułgarski biskup prawosławny (ur. 1843)
- 1913 – Joan Josep Laguarda i Fenollera, hiszpański duchowny katolicki, biskup Seo de Urgel i współksiążę episkopalny Andory (ur. 1866)
- 1915 – Lajos Gönczy, węgierski lekkoatleta, skoczek wzwyż (ur. 1881)
- 1916 – Ndoc Martini, albański malarz (ur. 1880)
- 1918 – Augustus FitzRoy, brytyjski arystokrata, polityk (ur. 1821)
- 1920 – Władysław Skowroński, polski artysta plastyk, pedagog (ur. 1857)
- 1922:
  - Władimir Cziż, rosyjski psychiatra, wykładowca akademicki (ur. 1855)
  - Alfred Daun, polski rzeźbiarz, pedagog (ur. 1854)
  - Josephine Preston Peabody, amerykańska poetka, dramatopisarka (ur. 1874)
- 1923 – Maurice Barrès, francuski prozaik, eseista, polityk, teoretyk nacjonalizmu (ur. 1862)
- 1924:
  - Cipriano Castro, wenezuelski generał, polityk, prezydent Wenezueli (ur. 1858)
  - William Ellison-Macartney, brytyjski polityk (ur. 1852)
  - Stanisław Sobieszczański, polski porucznik (ur. 1897)
- 1925 – Wasyl Błakytnyj, ukraiński poeta (ur. 1894)
- 1926 – Ivana Kobilca, słoweńska malarka (ur. 1861)
- 1927 – Helena Janina Pajzderska, polska pisarka, poetka, tłumaczka (ur. 1862)
- 1930 – Václav Laurin, czeski mechanik, konstruktor, przedsiębiorca (ur. 1865)
- 1932:
  - Gustav Meyrink, austriacki pisarz, okultysta, mistyk (ur. 1868)
  - Ludwik Mieczkowski, polski aptekarz, polityk, samorządowiec, burmistrz Ostrowi Mazowieckiej (ur. 1866)
  - Edmund Wojtyła, polski lekarz, brat Karola (ur. 1906)
- 1933:
  - Stefan George, niemiecki poeta, filozof, tłumacz (ur. 1868)
  - Feliks Zamenhof, polski lekarz, farmaceuta, esperantysta pochodzenia żydowskiego (ur. 1868)
- 1934:
  - Paul Albert Besnard, francuski malarz (ur. 1849)
  - Adrien de Gerlache, belgijski polarnik (ur. 1866)
- 1935:
  - Johan Halvorsen, norweski kompozytor, dyrygent, skrzypek (ur. 1864)
  - Tuffy Neugen, brazylijski piłkarz, bramkarz (ur. 1899)
  - Charles Robert Richet, francuski lekarz, fizjolog, laureat Nagrody Nobla (ur. 1850)
- 1936:
  - Roman Krogulski, polski adwokat, samorządowiec, burmistrz i prezydent Rzeszowa (ur. 1868)
  - Oscar Wisting, norweski wojskowy, polarnik (ur. 1871)
- 1937:
  - Józef Biernacki, polski podpułkownik dyplomowany piechoty (ur. 1894)
  - Achille Schelstraete, belgijski piłkarz (ur. 1897)
  - Andriej Sniesariew, radziecki generał porucznik (ur. 1865)
  - Joazaf (Żewachow), rosyjski biskup prawosławny, święty nowomęczennik (ur. 1874)
- 1938:
  - Gertruda Kilos, polska lekkoatletka, biegaczka średniodystansowa (ur. 1913)
  - Adam Małkowski, polski działacz ruchu ludowego (ur. 1869)
  - Franz Riklin, szwajcarski psychiatra, psychoanalityk, malarz (ur. 1878)
  - Józef Teodorowicz, polski duchowny, arcybiskup lwowski obrządku ormiańskiego, teolog, kaznodzieja, polityk, poseł na Sejm i senator RP (ur. 1864)
- 1939:
  - Michał Sobeski, polski filozof, krytyk teatralny, publicysta, wykładowca akademicki (ur. 1877)
  - Wu Peifu, chiński wojskowy, polityk (ur. 1874)
- 1940 – Ryszard Szczęsny, polski dziennikarz, działacz narodowy (ur. 1913)
- 1941:
  - Zdzisław Maćkowski, polski pułkownik piechoty, urzędnik, działacz społeczno-polityczny (ur. 1895)
  - Otto Nadolski, polski inżynier hydrotechnik, wykładowca akademicki, polityk, komisaryczny prezydent Lwowa (ur. 1880)
  - Stasys Šalkauskis, litewski filozof, wykładowca akademicki (ur. 1886)
- 1942:
  - Wiera Charuża, białoruska działaczka komunistyczna (ur. 1903)
  - Juhan Kukk, estoński polityk, Starszy Państwa (ur. 1885)
  - Fritz Löhner-Beda, austriacki librecista operetkowy pochodzenia żydowskiego (ur. 1883)
  - Hugh Gordon Malcolm, szkocki podpułkownik pilot (ur. 1917)
- 1943:
  - Jemieljan Jarosławski, radziecki dziennikarz, historyk, wykładowca akademicki, polityk (ur. 1878)
  - Tadeusz Malicki, polski nauczyciel, literat, artysta-plastyk, działacz turystyczny (ur. 1892)
  - Carlo Mierendorff, niemiecki polityk, działacz antynazistowski (ur. 1897)
  - Galina Pietrowa, radziecka sanitariuszka (ur. 1920)
- 1944:
  - Maciej Starzewski, polski prawnik, wykładowca akademicki, polityk, poseł na Sejm RP (ur. 1891)
  - Hildegarde Švarce, łotewska łyżwiarka figurowa (ur. 1907)
  - Leon Więckiewicz, polski duchowny katolicki, męczennik, Sługa Boży (ur. 1914)
- 1945:
  - Thomas Hunt Morgan, amerykański biolog, genetyk, laureat Nagrody Nobla (ur. 1866)
  - Richárd Weisz, węgierski zapaśnik, sztangista (ur. 1879)
- 1946 – Maria de la Paz Burbon, infantka hiszpańska (ur. 1862)
- 1948:
  - Frank Benford, amerykański inżynier, elektrotechnik, fizyk (ur. 1883)
  - Karl Bonhoeffer, niemiecki neurolog, psychiatra, wykładowca akademicki (ur. 1868)
  - Amos Kasz, rosyjski strzelec sportowy (ur. 1868)
- 1949:
  - Michaił Janiszewski, rosyjski geolog, paleontolog, wykładowca akademicki (ur. 1871)
  - Adam Stankiewicz, białoruski duchowny katolicki, wydawca, pisarz, publicysta, działacz narodowo-religijny (ur. 1892)
- 1951 – Pedro Salinas, hiszpański poeta, tłumacz (ur. 1891)
- 1952:
  - Giuseppe Antonio Borgese, włoski pisarz (ur. 1882)
  - Karen Horney, niemiecka psychoanalityk, psychiatra (ur. 1885)
- 1954:
  - Jan Calabria, włoski duchowny katolicki, święty (ur. 1873)
  - Carl Olof Sjöqvist, szwedzki neurochirurg (ur. 1901)
- 1957:
  - José Alves Correia da Silva, portugalski duchowny katolicki, biskup Leirii (ur. 1872)
  - Linda Murri, włoska arystokratka, przestępczyni (ur. 1871)
- 1958:
  - José María Caro Rodríguez, chilijski duchowny katolicki, arcybiskup Santiago, kardynał (ur. 1866)
  - Amet Ozenbaszły, krymsko-tatarski publicysta, pisarz, działacz narodowy (ur. 1893)
- 1959 – Hubert Marischka, austriacki reżyser filmowy (ur. 1882)
- 1961 – Józef Wrycza, polski duchowny katolicki, działacz społeczny na Pomorzu (ur. 1884)
- 1962 – Pontus Hanson, szwedzki piłkarz wodny, pływak (ur. 1884)
- 1963 – Robert Hamer, brytyjski reżyser filmowy (ur. 1911)
- 1964:
  - Pina Pellicer, meksykańska aktorka (ur. 1934)
  - Jan Dionizy Piotrowski, polski inżynier technolog, konstruktor (ur. 1875)
  - Vera Schwarz, austriacka śpiewaczka operowa i operetkowa (sopran) (ur. 1888)
  - Michaił Trojanowski, rosyjski aktor (ur. 1889)
- 1965 – Ryszard Bąk, polski przedsiębiorca, powstaniec śląski (ur. 1889)
- 1966 – Nikołaj Afanasjew, rosyjski duchowny i teolog prawosławny (ur. 1893)
- 1967:
  - Pierre Jeanneret, szwajcarski architekt, projektant mebli (ur. 1896)
  - Daniel Jones, brytyjski językoznawca, fonetyk, wykładowca akademicki (ur. 1881)
  - Stefan Kéler, polsko-niemiecki entomolog, wykładowca akademicki (ur. 1897)
- 1968 – Archie Mayo, amerykański aktor, reżyser i scenarzysta filmowy (ur. 1891)
- 1969:
  - Fred Hampton, amerykański działacz społeczny (ur. 1948)
  - Karl Kaufmann, niemiecki polityk nazistowski, gauleiter Hamburga (ur. 1900)
  - Aleksiej Topczijew, radziecki polityk (ur. 1912)
- 1970:
  - Mykolas Krupavičius, litewski duchowny katolicki, polityk (ur. 1885)
  - Raszid Mamedbekow, radziecki zapaśnik (ur. 1927)
  - Wacław Zatorski, polski major dyplomowany kawalerii (ur. 1898)
- 1971:
  - Meinrad Inglin, szwajcarski pisarz (ur. 1893)
  - Shunryū Suzuki, japoński mnich zen (ur. 1904)
- 1972:
  - Kadisz Luz, izraelski ekonomista, inżynier, polityk (ur. 1895)
  - Piero Mannelli, włoski generał (ur. 1896)
  - Cynthia Spencer, brytyjska arystokratka (ur. 1897)
- 1973:
  - Ludmiła Duninowska, polska tłumaczka (ur. 1904)
  - Lauri Lehtinen, fiński lekkoatleta, długodystansowiec (ur. 1908)
  - Michael O’Shea, amerykański aktor (ur. 1906)
- 1974 – Lee Kinsolving, amerykański aktor (ur. 1938)
- 1975 – Hannah Arendt, amerykańska politolog, filozof, publicystka pochodzenia niemieckiego (ur. 1906)
- 1976:
  - Tommy Bolin, amerykański gitarzysta, członek zespołu Deep Purple (ur. 1951)
  - Benjamin Britten, brytyjski kompozytor, pianista (ur. 1913)
- 1978:
  - Giles Noble Blennerhasset, irlandzki porucznik pilot, as myśliwski (ur. 1895)
  - Tancred Ibsen, norweski reżyser filmowy (ur. 1893)
  - Tadeusz Kasprzycki, polski generał dywizji, polityk, minister spraw wojskowych (ur. 1891)
  - Sverre Nordby, norweski piłkarz, bramkarz (ur. 1910)
- 1979:
  - Jerzy Mańkowski, polski dziennikarz, pisarz, publicysta, krytyk literacki (ur. 1928)
  - Walter Müller, niemiecki fizyk, wykładowca akademicki (ur. 1905)
- 1980:
  - Jenő Brandi, węgierski piłkarz wodny (ur. 1913)
  - Francisco Sá Carneiro, portugalski polityk, premier Portugalii (ur. 1934)
  - Stanisława Walasiewicz, polska lekkoatletka, sprinterka (ur. 1911)
- 1981 – Walentin Fiodorow, rosyjski piłkarz, trener (ur. 1911)
- 1983 – Władysław Kuchar, polski porucznik rezerwy artylerii, inżynier, sportowiec, działacz sportowy (ur. 1895)
- 1984:
  - Jack Mercer, amerykański animator, scenarzysta, aktor głosowy (ur. 1910)
  - Eduard Prchal, czeski pilot wojskowy (ur. 1911)
  - Ștefan Voitec, rumuński dziennikarz, polityk (ur. 1900)
- 1986:
  - Jan Stefan Dworak, polski historyk, urzędnik (ur. 1899)
  - Józef Wroniak, polski polityk, poseł na Sejm PRL (ur. 1915)
- 1987:
  - Michał Druri, polski farmaceuta, krajoznawca, uczestnik powstania warszawskiego (ur. 1903)
  - Rouben Mamoulian, amerykański reżyser filmowy i teatralny pochodzenia ormiańskiego (ur. 1897)
  - Constantin Noica, rumuński filozof, eseista (ur. 1909)
  - Władysław Okarmus, polski konstruktor lotniczy, szybownik (ur. 1922)
- 1988 – Fernand Mourlot, francuski grafik (ur. 1895)
- 1989:
  - Elwyn Jones, brytyjski arystokrata, prawnik, dziennikarz, polityk (ur. 1909)
  - Antoni (Zawgorodny), rosyjski biskup prawosławny (ur. 1938)
- 1990:
  - Edward Binns, amerykański aktor (ur. 1916)
  - Naoto Tajima, japoński lekkoatleta, skoczek w dal i trójskoczek (ur. 1912)
- 1991:
  - Cliff Bastin, angielski piłkarz (ur. 1912)
  - Orestes Jordán, peruwiański piłkarz (ur. 1913)
  - Jerzy Lovell, polski pisarz, reportażysta (ur. 1925)
- 1992:
  - Leonid Ławrow, rosyjski zoolog (ur. 1911)
  - Severino Rigoni, włoski kolarz szosowy i torowy (ur. 1914)
- 1993:
  - Stanley Green, brytyjski ekscentryk (ur. 1915)
  - Witold Majchrzycki, polski bokser (ur. 1909)
  - Roy Vernon, walijski piłkarz (ur. 1937)
  - Frank Zappa, amerykański muzyk, gitarzysta, kompozytor, autor tekstów (ur. 1940)
- 1994:
  - Kazimierz Nowak, polski prawnik, wykładowca akademicki (ur. 1915)
  - Julio Ramón Ribeyro, peruwiański pisarz (ur. 1929)
  - István Tímár, węgierski kajakarz (ur. 1940)
  - Krystyna Wróblewska, polska malarka, graficzka (ur. 1904)
- 1995:
  - Giorgio Bocchino, włoski florecista (ur. 1913)
  - Robert Parrish, amerykański reżyser filmowy (ur. 1916)
  - Roel Wiersma, holenderski piłkarz (ur. 1932)
- 1996 – Aleksander Płatek, polski geodeta, wykładowca akademicki (ur. 1924)
- 1997:
  - Konstantin Bielak, radziecki polityk (ur. 1916)
  - Joe Brown, amerykański bokser (ur. 1926)
  - Vytautas Kazimieras Jonynas, litewski malarz, grafik, rzeźbiarz, ilustrator książek, projektant wnętrz, pedagog (ur. 1907)
- 1999:
  - Nilde Iotti, włoska nauczycielka, polityk komunistyczna (ur. 1920)
  - Edward Vesala, fiński kompozytor, perkusista jazzowy (ur. 1945)
  - Alick Walker, brytyjski paleontolog (ur. 1925)
- 2000:
  - Henck Arron, surinamski polityk, premier Surinamu (ur. 1936)
  - Hans Carl Artmann, austriacki poeta (ur. 1921)
  - Colin Cowdrey, angielski krykiecista (ur. 1932)
  - Gisela Gresser, amerykańska szachistka pochodzenia żydowskiego (ur. 1906)
  - Qevqep Kambo, albański chemik, wykładowca akademicki, tłumacz (ur. 1924)
  - Joe Nanini, amerykański perkusista, kompozytor (ur. 1955)
- 2001:
  - Pierre de Bénouville, francuski generał brygady, dziennikarz, polityk (ur. 1914)
  - Maria Franciszka Sabaudzka, włoska księżniczka (ur. 1914)
- 2002:
  - Mario Castellacci, włoski dramaturg, satyryk (ur. 1924)
  - Hemmo Silvennoinen, fiński skoczek narciarski (ur. 1932)
- 2003:
  - Dezső Lemhényi, węgierski piłkarz wodny, trener (ur. 1917)
  - Ruggero Puletti, włoski dziennikarz, literaturoznawca, polityk, eurodeputowany (ur. 1924)
  - Jan Puławski, polski ekonomista, generał brygady (ur. 1924)
- 2004:
  - Wolfgang Hempel, niemiecki dziennikarz sportowy (ur. 1927)
  - Svend Wad, duński bokser (ur. 1928)
  - Hicham Zerouali, marokański piłkarz (ur. 1977)
- 2005:
  - Alfred Farag, egipski dramaturg (ur. 1929)
  - Gregg Hoffman, amerykański producent filmowy (ur. 1963)
  - Gloria Lasso, hiszpańska piosenkarka (ur. 1922)
- 2006 – Joseph Ki-Zerbo, burkiński historyk, polityk (ur. 1922)
- 2007 – Pimp C, amerykański raper, członek zespołu UGK (ur. 1973)
- 2008:
  - Forrest J Ackerman, amerykański pisarz science fiction, wydawca (ur. 1916)
  - Wojciech Wierzewski, polski działacz polonijny, literaturoznawca, publicysta (ur. 1941)
- 2009:
  - Eddie Fatu, samoański wrestler (ur. 1973)
  - Wiaczesław Tichonow, rosyjski aktor (ur. 1928)
  - Stephen E. Toulmin, brytyjski filozof, wykładowca akademicki (ur. 1922)
- 2010:
  - John E. Barr, szkocki działacz religijny, członek Ciała Kierowniczego Świadków Jehowy (ur. 1913)
  - Adam Iwiński, polski reżyser, aktor (ur. 1958)
  - Jerzy Izdebski, polski wokalista i muzyk, dziennikarz radiowy, działacz polityczny i samorządowy (ur. 1942)
  - Włodzimierz Sawczuk, polski generał broni, polityk, poseł na Sejm PRL, wiceminister obrony narodowej (ur. 1925)
- 2011:
  - Adam Hanuszkiewicz, polski aktor, reżyser teatralny (ur. 1924)
  - Matti Yrjänä Joensuu, fiński pisarz (ur. 1948)
  - Sócrates, brazylijski piłkarz, lekarz (ur. 1954)
  - Hubert Sumlin, amerykański wokalista i gitarzysta bluesowy (ur. 1931)
- 2012:
  - Miguel Calero, kolumbijski piłkarz (ur. 1971)
  - Besse Cooper, amerykańska superstulatka (ur. 1896)
- 2013 – Wacław Gaziński, polski pisarz, rzeźbiarz, kompozytor (ur. 1919)
- 2014 – Kazimierz Świtoń, polski związkowiec, działacz opozycji antykomunistycznej (ur. 1931)
- 2015:
  - Eric De Vlaeminck, belgijski kolarz przełajowy i szosowy (ur. 1945)
  - Ricardo Guízar Díaz, meksykański duchowny katolicki, biskup Puebla de los Angeles, Aguascalientes i Atlacomulco, arcybiskup Tlalnepantla (ur. 1933)
  - Robert Loggia, amerykański aktor (ur. 1930)
  - Bohdan Mikuć, polski aktor (ur. 1930)
  - Josi Sarid, izraelski dziennikarz, polityk (ur. 1940)
- 2016:
  - Tadeusz Chmielewski, polski reżyser, scenarzysta i producent filmowy (ur. 1927)
  - Marcel Gotlib, francuski rysownik, autor komiksów, wydawca (ur. 1934)
  - Piotr Szymanowski, polski romanista, tłumacz literatury pięknej, dyplomata (ur. 1946)
- 2017:
  - Robert Alt, szwajcarski bobsleista (ur. 1927)
  - Shashi Kapoor, indyjski aktor (ur. 1938)
  - Christine Keeler, brytyjska modelka (ur. 1942)
  - Manuel Marín, hiszpański prawnik, polityk (ur. 1949)
  - Ali Abd Allah Salih, jemeński polityk, prezydent Jemenu (ur. 1942)
  - Adam Zagajewski, polski kolarz szosowy (ur. 1959)
- 2018 – Selma Engel-Wijnberg, holenderska Żydówka, uczestniczka powstania w obozie zagłady w Sobiborze (ur. 1922)
- 2019:
  - Leonard Goldberg, amerykański producent filmowy i telewizyjny (ur. 1934)
  - Adam Hulanicki, polski chemik (ur. 1929)
  - Ján Eugen Kočiš, słowacki duchowny greckokatolicki, wikariusz biskupi apostolskiego egzarchatu greckokatolickiego w Republice Czeskiej (ur. 1926)
  - Hanna Polk, polska aktorka (ur. 1963)
- 2020:
  - Ole Espersen, duński prawnik, działacz społeczny, polityk, minister sprawiedliwości (ur. 1934)
  - Andrzej Noras, polski filozof, wykładowca akademicki (ur. 1960)
  - James Odongo, ugandyjski duchowny katolicki, ordynariusz polowy Ugandy, arcybiskup Tororo (ur. 1931)
  - Kinuko Tanida, japońska siatkarka (ur. 1939)
- 2021:
  - Stonewall Jackson, amerykański piosenkarz i gitarzysta country (ur. 1932)
  - Paul Lannoye, belgijski astrofizyk, polityk, eurodeputowany (ur. 1939)
  - Ewa Machut-Mendecka, polska arabistka, islamistka, literaturoznawczyni (ur. 1946)
- 2022:
  - Nick Bollettieri, amerykański trener tenisowy, działacz sportowy (ur. 1931)
  - Manuel Göttsching, niemiecki gitarzysta, członek zespołu Ash Ra Tempel (ur. 1952)
  - Dominique Lapierre, francuski pisarz, działacz społeczny (ur. 1931)
  - Karl Merkatz, austriacki aktor (ur. 1930)
  - Danuta Mniewska-Dejmek, polska aktorka (ur. 1925)
  - Pablo Puente Buces, hiszpański duchowny katolicki, arcybiskup, nuncjusz apostolski (ur. 1931)
  - Patrick Tambay, francuski kierowca wyścigowy (ur. 1949)
- 2023:
  - Zdzisław Antolski, polski poeta (ur. 1953)
  - Juanita Castro, kubańska dysydentka, siostra Fidela i Raúla (ur. 1933)
  - Hadžem Hajdarević, bośniacki poeta, prozaik (ur. 1956)
  - Josef Vacenovský, czeski piłkarz (ur. 1937)
  - Wojciech Walczak, polski psycholog, polityk, urzędnik państwowy, działacz opozycyjny i studencki (ur. 1959)
- 2024:
  - Brygida Bernadotte, szwedzka księżniczka (ur. 1937)
  - Lucien Kassy-Kouadio, iworyjski piłkarz (ur. 1963)
  - Ambroise Sarr, senegalski zapaśnik (ur. 1950)
  - Wojciech Stec, polski chemik, profesor nauk chemicznych (ur. 1940)
  - Anzelm Szteinke, polski duchowny katolicki, teolog, historyk (ur. 1939)